# Ronald Bass
Ronald Jay Bass, a volte accreditato come Ron Bass (Los Angeles, 26 marzo 1942), è uno scrittore, sceneggiatore e produttore cinematografico statunitense.

## Biografia
Nato in California, Bass, ha vissuto un'infanzia travagliata a causa di gravi problemi di salute che lo costrinsero a trascorrere lunghi periodi a letto, con sintomi come febbre, nausea e problemi respiratori. Durante i lunghi periodi in cui era costretto a letto, iniziò a scrivere. Poco più che adolescente iniziò a scrivere il suo primo romanzo intitolato Voleur, che completò attorno ai diciassette anni, ma che non pubblicò mai.
Bass ha frequentato la Stanford University ed in seguito la Yale University, laureandosi in diritto nel 1967. Successivamente comincia a scrivere assiduamente pubblicando tre romanzi, l'ultimo pubblicato nel 1984 ed intitolato Smeraldo, fu adattato per il grande schermo nel 1985, segnando il suo debutto nel mondo del cinema avendone curato la sceneggiatura. Lavora assiduamente per il cinema scrivendo per Bob Rafelson (La vedova nera) e Francis Ford Coppola (Giardini di pietra), fino al 1988, anno in cui ha l'occasione di curare la sceneggiatura di Rain Man - L'uomo della pioggia di Barry Levinson, film che gli fa vincere il suo primo Oscar per la miglior sceneggiatura originale.
Negli anni successivi ha curato le sceneggiature di film come A letto con il nemico, Pensieri pericolosi, Il matrimonio del mio migliore amico, Al di là dei sogni, La neve cade sui cedri e molti altri.

## Libri
- The Perfect Thief (1978)
- Lime's crisis: A novel (1982)
- Smeraldo (The Emerald Illusion, 1984)

## Filmografia

### Sceneggiatore
- Nome in codice: Smeraldo (Code Name: Emerald) (1985)
- La vedova nera (Black Widow), regia di Bob Rafelson (1987)
- Giardini di pietra (Gardens of Stone) (1988)
- Rain Man - L'uomo della pioggia (Rain Man) (1988)
- A letto con il nemico (Sleeping with the Enemy) (1991)
- Il circolo della fortuna e della felicità (The Joy Luck Club) (1993)
- Nemico all'interno (The Enemy Within) (1994) - Film TV
- Amarsi (When a Man Loves a Woman) (1994)
- Mio figlio è tornato (Reunion) (1994) - Film TV
- Pensieri pericolosi (Dangerous Minds) (1995)
- Donne - Waiting to Exhale (Waiting to Exhale) (1995)
- Il matrimonio del mio migliore amico (My Best Friend's Wedding) (1997)
- Benvenuta in Paradiso (How Stella Got Her Groove Back) (1998)
- Al di là dei sogni (What Dreams May Come) (1998)
- Nemiche amiche (Stepmom) (1998)
- Entrapment (1999)
- La neve cade sui cedri (Snow Falling on Cedars) (1999)
- Passion of Mind (2000)
- L'ultima porta (The Lazarus Child) (2004)
- Crazy in Love (Mozart and the Whale) (2005)
- Amelia (2009)
- Il ventaglio segreto (Snow Flower and the Secret Fan) (2011)
- Space Warriors, regia di Sean McNamara (2013)
- Before We Go, regia di Chris Evans (2014)
- Persuasion, regia di Carrie Cracknell (2022)